# Gabriela Pauszer-Klonowska

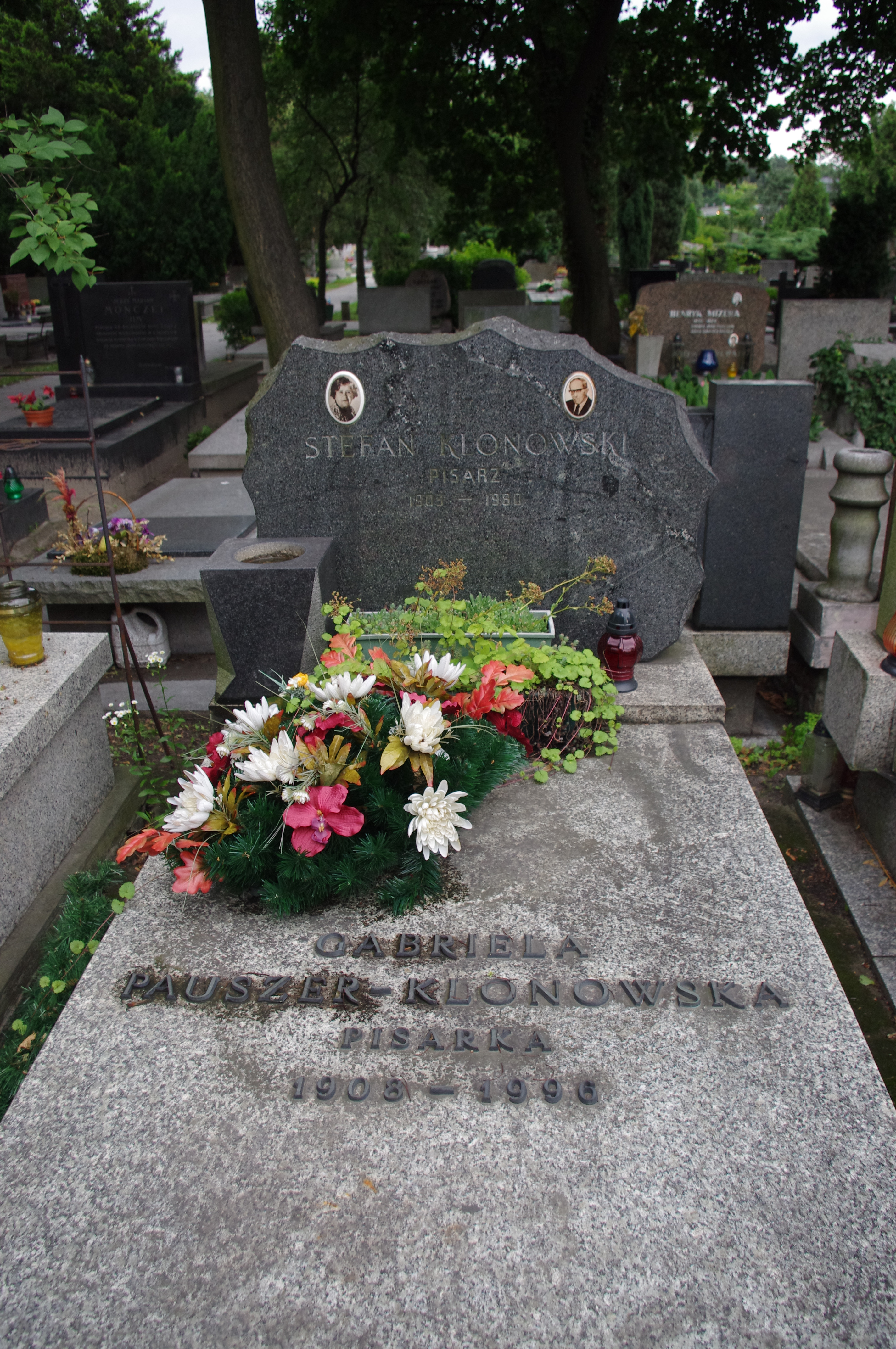
Grób Gabrieli Pauszer-Klonowskiej i Stefana Klonowskiego na cmentarzu Wojskowym na Powązkach w Warszawie

Gabriela Pauszer-Klonowska (ur. 26 czerwca 1908 w Warszawie, zm. 30 września 1996) – polska pisarka, autorka utworów dla dzieci i młodzieży, czytanek szkolnych oraz tłumaczka. 

## Życiorys
Jej rodzicami byli Zygmunt Pauszer (ur. 1873) i Bronisława Pauszer z d. Galis (ur. 1876).
Ukończyła studia na Wydziale Humanistycznym (polonistykę) Uniwersytetu Warszawskiego. Debiutowała w 1929 roku na łamach tygodnika „Wiadomości Literackie” jako krytyk. W 1933 roku ogłosiła szkic Ghandi, prorok Indyj pod pseudonimem Gabriela Klaner. W latach 1930–1939 była współpracowniczką Polskiego Radia.  Przed II wojną światową razem z mężem mieszkała w Warszawie przy ul. Królewskiej 49.
W latach 1939–1940 przebywała we Lwowie. W latach 1940–1944 była nauczycielką w Baszkirii. W latach 1945–1946 przebywała w Moskwie, gdzie była redaktorką działu wydawnictw Komitetu dla Spraw Dzieci Polskich. Od 1946 r. ponownie mieszkała w Warszawie. W latach 1944–1948 należała do PPR, od 1948 roku była członkinią PZPR. 
W 1985 roku otrzymała nagrodę Prezesa Rady Ministrów. Była odznaczona m.in. Krzyżem Oficerskim i Kawalerskim Orderu Odrodzenia Polski oraz Medalem Komisji Edukacji Narodowej.

## Życie prywatne
Jej mężem był Stefan Klonowski (ur. 12 listopada 1903 r. w Warszawie) − literat, redaktor i tłumacz. Jej syn Włodzimierz (1945–2020) był fizykiem.

## Twórczość wybrana
- Historie nie wymyślone
- Miłość
- Moje miłe zwierzaki
- Ostatnia miłość w życiu Bolesława Prusa
- Pani Eliza. Opowieść o Elizie Orzeszkowej
- Pani na Puławach
- Piękny Potocki
- Polska – jego miłość. Opowieść o Julianie Ursynie Niemcewiczu
- Rapsodia warszawska. Opowieść o Ignacym Wyssogocie Zakrzewskim prezydencie Warszawy
- Światło znad Niemna
- Trudne życie. Opowieść o Bolesławie Prusie
- W cieniu nałęczowskich drzew
- Zwykłe sprawy niezwykłych ludzi